# Анджолини, Амбра
А́мбра Анджоли́ни (итал. Ambra Angiolini; род. 22 апреля 1977, Рим) — итальянская киноактриса, телеведущая и певица, лауреат кинопремий «Давид ди Донателло» и «Серебряная лента».

## Биография
Анджолини родилась в Риме, была третьим ребёнком в семье. Её отец владел продуктовым магазином, мать работала бухгалтером. 
В 15 лет Амбра, занимавшаяся танцами, пройдя отбор из 15 тыс. конкурсанток, попала в музыкальное шоу Bulli e pupe. Продюсер Джанни Бонкомпаньи вскоре пригласил её вести популярную развлекательную телепередачу Non è la RAI («Это не RAI»), которая состояла из конкурсов со зрителями, а также песен и танцев в исполнении девушек-подростков. Программа пользовалась большим успехом у молодёжной аудитории, на волне её успеха выпускались музыкальные альбомы участниц. Анджолини оставалась ведущей до закрытия программы в 1995 году.
Сольный альбом Амбры T’appartengo в 1994 году достиг шестой строчки в итальянском хит-параде, через год был перезаписан на испанском языке. 
Во второй половине 1990-х и первой половине 2000-х годов Анджолини продолжала работать на телевидении, вела ток-шоу Generazione X, брала интервью у известных людей. Так, в 1997 году она записывала интервью с Дарио Фо во время совместного путешествия на автомобиле по трассе Милан-Рим, когда стало известно о присуждении Фо Нобелевской премии по литературе. Таким образом, первая реакция Фо на новость была запечатлена на камеру. Параллельно с работой на телевидении Анджолини выпустила ещё три музыкальных альбома, которые не имели большого успеха.
Ещё в 1996 году Анджолини дебютировала в качестве актрисы в телефильме «Сказка», но затем её актёрская карьера долго не получала развития. Переломной стало для неё роль в драме Ферзана Озпетека «Сатурн в противофазе», за которую она в 2007 году была удостоена кинопремий «Давид ди Донателло» и «Серебряная лента» как лучшая актриса второго плана.